# Pârâul Rău, Târzia
Pârâul Rău este un curs de apă, afluent al râului Târzia.

## Hărți
- Parcul Vânători-Neamț  Arhivat în 3 martie 2016, la Wayback Machine.